# ایتریم (III) نیترات
ایتریم (III) نیترات یک ترکیب معدنی با فرمول شیمیایی Y (NO 3 ) 3  است. هگزاهیدرات رایج‌ترین شکل تجاری این ماده است.

## آماده‌سازی
ایتریم (III) نیترات را می‌توان با حل شدن اکسید فلز مربوطه در محلول ۶ مول بر لیتر نیتریک اسید تهیه کرد:
Y 2 O 3 + 6 HNO 3 → 2 Y (NO 3 ) 3 + 3 H 2 O

## خواص
هگزاهیدرات نیترات ایتریم (III) آب متبلور را در دمای نسبتاً کم از دست می‌دهد. با گرم شدن بیشتر، نمک اساسی YONO 3 تشکیل می‌شود. در دمای ۶۰۰ درجه سانتی‌گراد، تجزیه حرارتی کامل است و Y 2 O 3 فراورده پایانی است.
Y (NO 3 ) 3 · 3TBP هنگامی تشکیل می‌شود که از تری فوتیل فسفات به عنوان حلال استخراج‌کننده استفاده می‌شود.

## موارد استفاده
از این ماده بیشتر به عنوان منبع کاتیون Y 3+  استفاده می‌شود. این ماده پیش‌ساز برخی از مواد حاوی ایتریم است، مانند Y 4 Al 2 O 9 YBa 2 Cu 3 O 6.5 + x  و چارچوب‌های فلزی-آلی مبتنی بر ایتریم. همچنین می‌تواند به عنوان کاتالیزور در سنتز آلی استفاده شود.